# Acrodactyla gressitti
Acrodactyla gressitti là một loài tò vò trong họ Ichneumonidae.